# Liste der Umweltminister Norwegens
Dies ist eine Liste der Umweltminister Norwegens. Umweltminister werden seit 1972 ernannt. Derzeitiger Klima- und Umweltminister ist seit Oktober 2023 Andreas Bjelland Eriksen von Arbeiderpartiet.

## Geschichte
Erster Umweltschutzminister wurde in der Regierung Bratteli I am 8. Mai 1972 Olav Gjærevoll von der sozialdemokratischen Partei Arbeiderpartiet. Das dazu neu errichtete Ministerium wurde Miljøverndepartementet (deutsch Umweltschutzministerium) genannt.  Im Jahr 2009 gab es für zwei Monate lang im Ministerium einen zusätzlichen Ministerposten. Dieser war für internationale Klimaverhandlungen zuständig.
Tine Sundtoft wurde im Oktober 2013 nicht mehr zur Umweltschutzministerin, sondern zur Klima- und Umweltministerin ernannt. Zum Beginn des Jahres 2014 wurde auch das dazugehörgie Ministerium in Klima- og miljødepartementet (deutsch Klima- und Umweltministerium) umbenannt.

## Liste der Umweltminister
| Bild      | Minister                 | Amtszeit                     | Partei                    | Regierung       | Ministerium             | Anmerkung                                     |
| --------- | ------------------------ | ---------------------------- | ------------------------- | --------------- | ----------------------- | --------------------------------------------- |
|           | Olav Gjærevoll           | 1972                         | Arbeiderpartiet           | Bratteli I      | Umweltschutzministerium |                                               |
|           | Trygve Haugeland         | 1972–1973                    | Senterpartiet             | Korvald         | Umweltschutzministerium |                                               |
|           | Helga Gitmark            | 1973                         | Senterpartiet             | Korvald         | Umweltschutzministerium |                                               |
|           | Tor Halvorsen            | 1973–1974                    | Arbeiderpartiet           | Bratteli II     | Umweltschutzministerium |                                               |
|           | Gro Harlem Brundtland    | 1974–1976                    | Arbeiderpartiet           | Bratteli II     | Umweltschutzministerium |                                               |
| 1976–1979 | Gro Harlem Brundtland    | Nordli                       | Arbeiderpartiet           |                 | Umweltschutzministerium |                                               |
|           | Rolf Hansen              | Nordli                       | Arbeiderpartiet           | 1979–1981       | Umweltschutzministerium |                                               |
| 1981      | Rolf Hansen              | Brundtland I                 | Arbeiderpartiet           |                 | Umweltschutzministerium |                                               |
|           | Wenche Frogn Sellæg      | 1981–1983                    | Høyre                     | Willoch         | Umweltschutzministerium |                                               |
|           | Rakel Surlien            | 1983–1986                    | Senterpartiet             | Willoch         | Umweltschutzministerium |                                               |
|           | Sissel Rønbeck           | 1986–1980                    | Arbeiderpartiet           | Brundtland II   | Umweltschutzministerium |                                               |
|           | Kristin Hille Valla      | 1989–1990                    | Senterpartiet             | Syse            | Umweltschutzministerium |                                               |
|           | Thorbjørn Berntsen       | 1990–1996                    | Arbeiderpartiet           | Brundtland III  | Umweltschutzministerium |                                               |
| 1996–1997 | Thorbjørn Berntsen       | Jagland                      | Arbeiderpartiet           |                 | Umweltschutzministerium |                                               |
|           | Guro Fjellanger          | 1997–2000                    | Venstre                   | Bondevik I      | Umweltschutzministerium |                                               |
|           | Siri Bjerke              | 2000–2001                    | Arbeiderpartiet           | Stoltenberg I   | Umweltschutzministerium |                                               |
|           | Børge Brende             | 2001–2004                    | Høyre                     | Bondevik II     | Umweltschutzministerium |                                               |
|           | Knut Arild Hareide       | 2004–2005                    | Kristelig Folkeparti      | Bondevik II     | Umweltschutzministerium |                                               |
|           | Helen Bjørnøy            | 2005–2007                    | Sosialistisk Venstreparti | Stoltenberg II  | Umweltschutzministerium |                                               |
|           | Erik Solheim             | 2007–2012                    | Sosialistisk Venstreparti | Stoltenberg II  | Umweltschutzministerium |                                               |
|           | Bård Vegar Solhjell      | 2012–2013                    | Sosialistisk Venstreparti | Stoltenberg II  | Umweltschutzministerium |                                               |
|           | Tine Sundtoft            | 2013                         | Høyre                     | Solberg         | Umweltschutzministerium | als Klima- und Umweltschutzministerin         |
| 2014–2015 | Tine Sundtoft            | Klima- und Umweltministerium | Høyre                     | Solberg         |                         |                                               |
|           | Vidar Helgesen           | Klima- und Umweltministerium | Høyre                     | Solberg         | 2015–2018               |                                               |
|           | Ola Elvestuen            | Klima- und Umweltministerium | 2018–2020                 | Solberg         | Venstre                 |                                               |
|           | Sveinung Rotevatn        | Klima- und Umweltministerium | 2020–2021                 | Solberg         | Venstre                 |                                               |
|           | Espen Barth Eide         | Klima- und Umweltministerium | 2021–2023                 | Arbeiderpartiet | Støre                   |                                               |
|           | Andreas Bjelland Eriksen | Klima- und Umweltministerium | 2023–                     | Arbeiderpartiet | Støre                   | von September bis Dezember 2024 in Elternzeit |
|           | Tore O. Sandvik          | Klima- und Umweltministerium | 2024                      | Arbeiderpartiet | Støre                   | kommissarisch                                 |

## Liste der Minister für internationale Klimaverhandlungsangelegenheiten
In der Regierung Stoltenberg II gab es von Oktober bis Dezember 2009 zwei Ministerposten im Umweltschutzministerium. Neben Erik Solheim wurde Hanne Inger Bjurstrøm zur Ministerin für internationale Klimaverhandlungsangelegenheiten ernannt.
| Bild | Minister              | Amtszeit | Partei          | Regierung      | Ministerium             |
| ---- | --------------------- | -------- | --------------- | -------------- | ----------------------- |
|      | Hanne Inger Bjurstrøm | 2009     | Arbeiderpartiet | Stoltenberg II | Umweltschutzministerium |